# D’Iberville
D’Iberville ist eine Stadt innerhalb des Harrison County, Mississippi in den Vereinigten Staaten. Das U.S. Census Bureau hat bei der Volkszählung 2020 eine Einwohnerzahl von 12.721 ermittelt. D’Iberville ist Teil der Metropolregion Gulfport–Biloxi–Pascagoula.

## Geschichte
Sie ist nach dem frankokanadischen Entdecker Pierre Le Moyne d’Iberville benannt, der 1699 in der Gegend ankam. Fast 300 Jahre später wurde D’Iberville 1988 offiziell eine Stadt. D’Iberville war eine der Städte an der Golfküste, die am 29. August 2005 vom Hurrikan Katrina getroffen und stark beschädigt wurde. Im darauffolgenden Monat wurden mexikanische Marinesoldaten, die U.S. Navy und niederländische Marinesoldaten in die Stadt geschickt, um Hurrikan-Trümmer zu beseitigen und Hilfsgüter zu verteilen. Nach der Katastrophe wurde die Stadt neu aufgebaut und die Einwohnerzahl übersteigt inzwischen deutlich diejenige vor Katrina.

## Demografie
Nach der Schätzung von 2019 leben in D’Iberville 14.012 Menschen. Die Bevölkerung teilte sich im selben Jahr auf in 60,1 % nicht-hispanische Weiße, 21,5 % Afroamerikaner, 2,9 % amerikanische Ureinwohner, 6,9 % Asiaten und 2,9 % mit zwei oder mehr Ethnizitäten. Hispanics oder Latinos machten 6,2 % der Bevölkerung aus. Das mittlere Haushaltseinkommen lag bei 46.136 US-Dollar und die Armutsquote bei 12,1 %.